# Chlebowice (Ukraina)
Chlebowice (ukr. Глібовичі, Hlibowyczi, dawn. Chlebowice Świrskie) – wieś na Ukrainie, w obwodzie lwowskim, w rejonie lwowskim, w hromadzie Bóbrka. W 2001 roku liczyła 639 mieszkańców. 
W II Rzeczypospolitej wieś w powiecie przemyślańskim województwa tarnopolskiego.W latach 1943–1945 nacjonaliści ukraińscy z OUN-UPA zamordowali tutaj 101 Polaków, w tym kierownika szkoły Stanisława Weissa[niewiarygodne źródło?].

## Zbrodnia
Miejsce zbrodni dokonanej w nocy z 15 na 16 marca 1944 przez oddział Armii Krajowej przybyły ze Lwowa na ukraińskich mieszkańcach wsi.

## Urodzeni
- Benedykt Fuliński – polski biolog, profesor Uniwersytetu Lwowskiego i Politechniki Lwowskiej.